# Insulatricha catrinae
Insulatricha catrinae är en tvåvingeart som beskrevs av Jaschhof 2004. Insulatricha catrinae ingår i släktet Insulatricha och familjen Rangomaramidae. Inga underarter finns listade i Catalogue of Life.